# Leptops montanus
Leptops montanus là một loài tò vò trong họ Ichneumonidae.